# 임혜림
임혜림(2004년 10월 4일 ~ )는 대한민국의 배구 선수이다. 
2022년에 열린 한국배구연맹 신인선수 드래프트에서 전체 2순위로 인천 흥국생명 핑크스파이더스에 지명되며 프로 입단하였다.

## 수상 경력

### 단체 수상

#### 개인 클럽
- 인천 흥국생명 핑크스파이더스 (2022-)
  - V-리그
    - 정규리그
      -  1위 (1회) : 2022-23